# Pittosporum anamallayense
Pittosporum anamallayense är en tvåhjärtbladig växtart som beskrevs av Madhavan Parameswarau Nayar och G.S. Giri. Pittosporum anamallayense ingår i släktet Pittosporum och familjen Pittosporaceae. Inga underarter finns listade.